# Ioduro di fosfonio
Lo ioduro di fosfonio è un composto chimico con la formula PH4I. È un esempio di sale contenente un catione fosfonio non sostituito (PH4+). Lo ioduro di fosfonio è comunemente usato come deposito per la fosfina e come reagente per sostituire il fosforo nelle molecole organiche.

## Preparazione
Lo ioduro di fosfonio viene preparato mescolando tetraioduro di difosforo (P2I4) con fosforo elementare e acqua a 80 °C e lasciando sublimare il sale.

## Proprietà

### Struttura
La sua struttura cristallina è tetragonale che è una versione distorta della struttura cristallina del cloruro d'ammonio (NH4Cl); la cella elementare ha dimensioni approssimative 634×634×462 pm. Il legame a idrogeno nel sistema provoca l'orientamento dei cationi PH4+ in modo che gli atomi di idrogeno puntino verso gli anioni I−.

### Chimica
A 62 °C e pressione atmosferica, lo ioduro di fosfonio sublima e si dissocia reversibilmente in fosfina e ioduro di idrogeno (HI). Si ossida lentamente all'aria per dare iodio e ossidi di fosforo; è igroscopico e viene idrolizzato in fosfina e HI:
{\displaystyle {\ce {PH4I\leftrightarrows PH3\ +\ HI}}}
Il gas fosfina può essere ricavato dallo ioduro di fosfonio mescolando una soluzione acquosa con idrossido di potassio:
{\displaystyle {\ce {PH4I\ +\ KOH->PH3\ +\ KI\ +\ H2O}}}
Reagisce con lo iodio elementare e il bromo in una soluzione non polare per dare alogenuri del fosforo; per esempio:
{\displaystyle {\ce {2PH4I \ + \ 5I2 -> P2I4 \ + \ 8HI}}}
Lo ioduro di fosfonio è un potente reagente di sostituzione in chimica organica; per esempio, può convertire un pirilio in fosforina tramite sostituzione. Nel 1951, Glenn Halstead Brown scoprì che lo ioduro di fosfonio reagisce col cloruro di acetile per produrre un derivato sconosciuto della fosfina, probabilmente CH3C(=PH)PH2•HI.